# Nervus trigeminus
De nervus trigeminus of drielingzenuw is de vijfde van de twaalf hersenzenuwen. Deze zenuw is verantwoordelijk voor zintuigelijke waarneming in het gezicht. Hierin werkt de zenuw samen met de nervus facialis, die verantwoordelijk is voor de aansturing van de spieren in het gezicht.
De nervus trigeminus kan worden vergeleken met de spinale zenuwen C2–S5 die verantwoordelijk zijn voor de zintuigelijke waarneming in de rest van het lichaam. Zintuigelijke informatie uit het gezicht en uit het lichaam wordt via parallelle wegen verwerkt in het centraal zenuwstelsel.
De vijfde zenuw is voornamelijk een sensorische zenuw, maar het heeft ook een aantal motorische functies (bijten, kauwen en slikken). Het sensorische gedeelte wordt ook wel de portio major genoemd, het motorische deel de portio minor.
Zijn naam dankt de zenuw aan de verdeling van de portio major in drie hoofdvertakkingen:

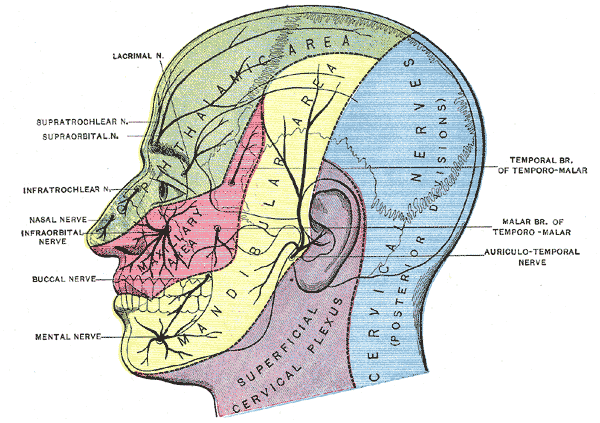
Verdeling van de aftakkingen van de nervus trigeminus. Groen: V_{1}, rood: V_{2}, geel: V_{3}.

- V1: Nervus ophthalmicus
- V2: Nervus maxillaris
- V3: Nervus mandibularis

## Beschrijving
De nervus trigeminus verlaat de hersenstam aan de ventraal-laterale kant van de pons en betreedt het cavum trigeminale. Het zintuiglijke ganglion van n. V ligt daar. Vanaf het ganglion lopen de aparte aftakkingen naar hun respectievelijke doelgebieden. De eerste aftakking (V1) loopt door het onderste gedeelte van de sinus cavernosus en verlaat de schedel via de fissura orbitalis superior. De aftakking verzorgt het gevoel van het voorhoofd, de neus met neus(bij)holten, het menselijk oog en de hersenvliezen.
De tweede aftakking (V2) verlaat de schedel via het foramen rotundum en is verantwoordelijk voor de sensibiliteit van de bovenkaak met bijbehorende tanden, de bovenlip, het zachte gehemelte, de neus en de kaakholte.
De laatste aftakking (V3) verlaat de schedel via het foramen ovale en zorgt voor het gevoel van de onderkaak met bijbehorende tanden, de onderlip, de tong, de buitenste gehoorgang en de hersenvliezen. De portio minor, de motorische tak van de nervus trigeminus, is verantwoordelijk voor innervatie van de kauwspieren, te weten de musculus temporalis, de musculus masseter, de musculus pterygoideus medialis en de musculus pterygoideus lateralis en loopt samen met de V3. De beide hemisferen innerveren de kern van de motorische vezels van de nervus trigeminus, waardoor bij uitval in een van beide hemisferen de kauwfunctie behouden blijft.
De belangrijkste aandoening waarbij de nervus trigeminus is betrokken, is een ernstige pijn in een van de innervatiegebieden, zonder duidelijke oorzaak, en wordt ook wel (idiopathische) trigeminusneuralgie genoemd.